# Chris Cunningham
Chris Cunningham (ur. 1970 w Reading) – brytyjski reżyser, specjalista od efektów specjalnych, twórca teledysków i filmów reklamowych. Debiutował jako twórca komiksów publikowanych w brytyjskim tygodniku 2000 AD.
Pod pseudonimem Chris Halls pracował przy tworzeniu efektów specjalnych do filmów: Obcy 3, Obcy: Przebudzenie i Sędzia Dredd. Tworzył modele potworów w filmach M.A.R.K. 13 Hardware i Nightbreed. Pracował również przy produkcji filmu A.I. Sztuczna inteligencja, w czasie gdy był to projekt Stanleya Kubricka.
Od połowy lat dziewięćdziesiątych tworzy teledyski. Najchętniej współpracuje z twórcami muzyki elektronicznej, takimi jak Aphex Twin i Squarepusher. Jego prace są często szokujące, na pograniczu horroru (Come to Daddy, Rubber Johnny). Współpracował także z Madonną (zrewolucjonizował jej wizerunek oraz zrealizował w 1998 roku jej teledysk „Frozen”), z Bjork (zaskakujący wideoklip - „All Is Full Of Love”). Pracował także z Placebo, Autechre, Portishead, kręcił reklamy dla wielkich domów mody Gucci oraz globalnych korporacji Sony.
Cunnigham planował wyreżyserować film Neuromancer na podstawie powieści Williama Gibsona, zrezygnował jednak z tego zamiaru, twierdząc, że chciałby reżyserować wyłącznie filmy oparte na własnym scenariuszu.
Cunningham jest artystą, który działa na styku filmu, sztuk wizualnych i muzyki. Prace Brytyjczyka można zobaczyć w najsłynniejszych salach ekspozycyjnych świata – Museum of Modern Art w Nowym Jorku, Royal Academy of Arts w Londynie czy na weneckim Biennale.

## Wideografia
- Second Bad Vilbel (1995) dla Autechre
- Back With The Killer Again (1995) dla Auteurs
- Space Junkie (1996) dla Holy Barbarians
- Another Day (1996) dla Lodestar
- Personally (1996) dla 12 Rounds
- 36 Degrees (1996) dla Placebo
- Something To Say (1997) dla Jocasta
- Jesus Coming In for the Kill (1997) dla Life's Addiction
- Tranquillizer (1997) dla Geneva
- No More Talk (1997) dla Dubstar
- Light Aircraft On Fire (1997) dla Auteurs
- The Next Big Thing (1997) dla Jesus Jones
- Come to Daddy (1997) dla Aphex Twin
- Only You (1998) dla Portishead
- Come On My Selector (1998) dla Squarepusher
- Frozen (1998) dla Madonny
- All is Full of Love (1998) dla Björk
- Afrika Shox 1999 dla Leftfield
- Windowlicker (1999) dla Aphex Twin
- Flex (2000) dla Aphex Twin
- Monkey Drummer (2001) dla Aphex Twin
- Rubber Johnny (2005) – film krótkometrażowy do muzyki Aphex Twin
- Sheena is a Parasite (2006) dla The Horrors

### Filmy reklamowe
- Fetish (1998) dla National Union of Students
- Mental Wealth (1999) Formuła 1 Sezon 1999 dla PlayStation
- Quiet (2000) dla Telecom Italia
- Up and Down (2002) dla Levis
- Orange Photo Messaging (2003) dla Orange
- Gucci Flora (2009) dla Gucci Perfume